# John Dickson (saggista)
John Dickson (Sydney, ...) è uno storico e saggista australiano.

## Biografia
Completati gli studi scolastici, Dickson ha svolto per sette anni l'attività di musicista, facendo il cantante e lo scrittore di canzoni nella rock band The Silence. In seguito si è interessato alle tematiche religiose e ha studiato al Moore Theological College di Sydney, dove ha conseguito il bachelor in teologia. Nel 1999 è stato ordinato prete anglicano. Attratto dalla figura del Gesù storico, ha studiato successivamente storia antica all'Università di Macquarie, dove ha conseguito il Ph.D. nel 2001. Dal 2004 al 2017 è stato Fellow di storia antica e storiografia del cristianesimo delle origini alla Macquarie University e dal 2011 al 2017 ha insegnato la materia Il Gesù storico e i Vangeli all'Università di Sydney. Dal 2017 al 2019 è stato professore invitato all'Università di Oxford. Nel 2019 è stato nominato senior lecturer al Ridley College a Melbourne.
Molto attivo nel campo della diffusione della fede cristiana, Dickson ha pubblicato una ventina di libri ed è stato co-fondatore del Centre for Public Christianity, di cui è stato direttore dal 2007 al 2017. Dickson ha prestato servizio alla St Andrew's Anglican Church di Roseville, un sobborgo di Sydney, dal 2009 al 2019, anno in cui ha deciso di lasciare il suo ministero per dedicarsi a tempo pieno all'insegnamento e alla scrittura. Dickson è sposato ed ha tre figli.

## Libri
- Humilitas: A Lost Key to Life, Love, and Leadership, Zondervan
- The Best Kept Secret of Christian Mission: Promoting the Gospel with More Than Our Lips, Zondervan
- Promoting the Gospel: the Whole of Life for the Cause of Christ, Aquila
- If I Were God, I'd End All the Pain, Matthias Media, 2001
- If I Were God, I'd Make Myself Clearer, Matthias Media
- Simply Christianity: A Modern Guide to the Ancient Faith, Matthias Media, 2000 (Australian Christian Book of the Year)
- A Spectator's Guide to World Religions: An Introduction to the Big Five, Blue Bottle Books, 2005 (Australian Christian Book of the Year)
- The Christ Files: How Historians Know What They Know about Jesus, Blue Bottle Books, 2006
- James: the Wisdom of the Brother of Jesus, Aquila, 2006
- Con Simon Smart (coautore), Vital Signs: the Wisdom of James for a Life of Faith (Aquila)
- Con Greg Clarke (coautore), 666 and All That: The Truth About the Future (Aquila)
- Jesus: A Short Life, Lion, 2008
- A Spectator's Guide to Jesus: An Introduction to the Man from Nazareth, Blue Bottle Books, 2008
- Mission-Commitment in Ancient Judaism and in the Pauline Communities, Paul Mohr Verlag
- Life of Jesus: Who He Is and Why He Matters, Zondervan, 2010
- Investigating Jesus. An Historian’s Quest, Lion, 2010 (edizione italiana: Alla ricerca di Gesù. Le indagini di uno storico, San Paolo, 2011)